# Sistema Internacional de Numeración de Aditivos Alimentarios
El Sistema Internacional de Numeración de Aditivos Alimentarios (SIN) es un sistema para designar aditivos alimentarios, creado para proporcionar una identificación corta a sustancias que pueden tener un nombre real largo. Este sistema está definido por el Codex Alimentarius, el conjunto  de estándares alimentarios internacionales elaborado conjuntamente por  la Organización Mundial de la Salud (OMS) y la Organización de las Naciones Unidas para la Agricultura (FAO) ambas parte de la Organización de las Naciones Unidas (ONU). La información sobre este sistema está publicada en el documento Clases funcionales de aditivos alimentarios y el Sistema de Numeración Internacional para Aditivos Alimentarios, publicado por primera vez en 1989, con revisiones en 2008 y 2011. El INS es una lista abierta que evoluciona, "sujeta  a la inclusión de  aditivos adicionales, y a la eliminación de aditivos existentes, sobre una base de revisión continua". La modificación de la lista se hace sobre la base de las evaluaciones de seguridad de cada aditivo realizadas por el comité de expertos sobre aditivos conjunto de la OMS y la FAO (Joint FAO/WHO Expert Committee on Food Additives, JECFA).

## Descripción del sistema de numeración
Los números SIN constan de tres o cuatro dígitos, opcionalmente seguidos por un sufijo alfabético para caracterizar mejor algunos aditivos individuales. En el etiquetado de alimentos en la Unión Europea (UE), los aditivos alimentarios añadidos se pueden escribir o bien con el prefijo  E o con el nombre del aditivo. Australia y Nueva Zelanda no utilizan una letra de prefijo en los aditivos en la lista de ingredientes. Un aditivo con un SIN  no necesariamente tiene un número E correspondiente.
Los números SIN están asignados por el Codex Alimentarius para identificar a cada aditivo alimentario. Los números SIN generalmente corresponden con los  números E  para el mismo compuesto, p. ej. el SIN 102, Tartrazina, es también el E102.  Al igual que los números E, los números SIN no se aplican necesariamente a una sola sustancia y, de hecho, se puede asignar un número SIN a un grupo de compuestos similares y no a una sola sustancia.

## Lista de números SIN
- Excepto cuando se indique, la lista que sigue con los números SIN  y los  aditivos alimentarios asociados está basada en la publicación  más reciente del Codex Alimentarius,[4] Class Names and the International Numbering System for Food Additives, publicada por primera vez en 1989, con revisiones en 2008, 2011 2019. La versión en español está en[5] No está completamente actualizada.
- La información sobre los  números E y las autorizaciones en EE. UU. están basadas en otras fuentes.
- En la  tabla siguiente, los aditivos autorizados en la Unión Europea (UE) se indican mediante  'UE', los autorizados en EE. UU. con  EEUU, y los autorizados en  Australia y Nueva Zelanda con  'ANZ'.[6][7]  EE. UU. no utiliza el sistema INS.

| INS #      | Aprobaciones         | Aprobaciones             | Aprobaciones              | Nombres | Tipo                                                                                           |
| INS #      | Bandera de Australia | Bandera de Unión Europea | Bandera de Estados Unidos | Nombres | Tipo                                                                                           |
| ---------- | -------------------- | ------------------------ | ------------------------- | --- | ---------------------------------------------------------------------------------------------- |
| 100(i)     | A                    | E                        | U                         | curcumina | Colorante (amarillo y naranja)                                                                 |
| 100(ii)    | A                    | E                        | U                         | Cúrcuma | Colorante (amarillo y naranja)                                                                 |
| 101        | A                    | E                        |                           | riboflavinas |                                                                                                |
| 101(i)     | A                    | E                        |                           | riboflavina, sintética (vitamina B2) | Coloranter (amarillo y naranja)                                                                |
| 101(ii)    | A                    | E                        |                           | Riboflavin-5'-fosfato | Colorante (amarillo y naranja)                                                                 |
| 101(iii)   | A                    | E                        |                           | riboflavina procedente de Bacillus subtilis | Colorante (amarillo y naranja)                                                                 |
| 102        | A                    | E                        |                           | tartrazina | Colorante (amarillo y naranja) (FDA: FD&C Amarillo #5)                                         |
| 103        | A                    |                          |                           | alkanna, Crisoína | Colorante (rojo)                                                                               |
| 104        | A                    | E                        |                           | Amarillo de quinoleína | Colorante (amarillo y naranja) (FDA: D&C Amarillo #10)                                         |
| 107        |                      | E                        |                           | Amarillo 2G | Colorante (amarillo y naranja)                                                                 |
| 110        | A                    | E                        |                           | Amarillo crepúsculo | Colorante(amarillo y naranja) (FDA: FD&C Amarillo #6)                                          |
| 111        | ?                    | E                        |                           | Naranja GGN. Eliminado de la lista | Colorante (naranja)                                                                            |
| 120        | A                    | E                        |                           | Cochinilla, carmesí | Colorante (rojo)                                                                               |
| 121        |                      |                          |                           | Rojo cítrico 2, Orceína | Colorante (rojo)                                                                               |
| 122        | A                    | E                        |                           | azorrubina, carmoisina | Colorante (rojo) (FDA: Ext D&C Rojo #10)                                                       |
| 123        |                      | E                        |                           | Amaranto | Colorante (rojo) (FDA: [Eliminado] Rojo #2)                                                    |
| 124        | A                    | E                        |                           | Escarlata brillante 4R, Ponceau 4R | Colorante (FDA: Ext D&C Rojo #8)                                                               |
| 125        |                      |                          |                           | Ponceau SX, Escarlata GN | Colorante                                                                                      |
| 126        |                      |                          |                           | Ponceau 6R. Eliminado | Colorante                                                                                      |
| 127        |                      | E                        |                           | Eritrosina | Colorante (rojo) (FDA: FD&C Rojo #3)                                                           |
| 128        |                      | E                        |                           | Rojo 2G | Colorante                                                                                      |
| 129        | A                    | E                        |                           | Rojo allura AC | Colorante (FDA: FD&C Rojo #40)                                                                 |
| 130        |                      |                          |                           | Manascorrubina | Colorante (azul)                                                                               |
| 131        |                      | E                        |                           | Azul patentado V | Colorante (azul)                                                                               |
| 132        | A                    | E                        |                           | Colorante Índigo, indigotina | Colorante (azul) (FDA: FD&C Azul #2)                                                           |
| 133        | A                    | E                        |                           | Azul brillante FCP | Colorante (FDA: FD&C Azul #1)                                                                  |
| 140        | A                    | E                        |                           | clorofilas | Colorante (verde)                                                                              |
| 141        | A                    | E                        |                           | Clorofilas y clorofilinas, complejos de cobre | Colorante (verde)                                                                              |
| 141(i)     |                      |                          |                           | Clorofillas, complejos de cobre | Colorante (verde)                                                                              |
| 141(ii)    |                      |                          |                           | Chlorophyllins, complejos de cobre, sales de sodio y potasio                                                                                         | Colorante (verde)                                                                              |
| 142        | A                    | E                        |                           | Verde S | Colorante (verde)                                                                              |
| 143        | A                    | E                        |                           | Verde rápido FCF | Colorante (FDA: FD&C Verde #3)                                                                 |
| 150        | A                    | E                        |                           | Caramelos |                                                                                                |
| 150un      | A                    | E                        |                           | caramelo I – simple | Colorante (marrón y negro)                                                                     |
| 150b       | A                    | E                        |                           | caramelo II sulfito caramelo | Colorante (marrón y negro)                                                                     |
| 150c       | A                    | E                        |                           | caramel III @– amoníaco caramelo | Colorante (marrón y negro)                                                                     |
| 150d       | A                    | E                        |                           | caramel IV @– sulfite amoníaco caramelo | Colorante (marrón y negro)                                                                     |
| 151        | A                    | E                        |                           | Negro brillante BN (Negro PN) | Colorante (marrón y negro)                                                                     |
| 152        | ?                    | ?                        |                           | Negro de carbón | Colorante (marrón y negro)                                                                     |
| 153        | A                    | E                        |                           | Carbón activado | Colorante (marrón y negro)                                                                     |
| 154        |                      | E                        |                           | Marrón FK | Colorante (marrón y negro)                                                                     |
| 155        | A                    | E                        |                           | Marrón HT | Colorante                                                                                      |
| 160un      | A                    | E                        |                           | carotenos | Colorante                                                                                      |
| 160un(i)   | A                    | E                        |                           | Beta-caroteno, sintético | Colorante                                                                                      |
| 160un(ii)  | A                    | E                        |                           | Beta-caroteno, vegetal | Colorante                                                                                      |
| 160un(iii) | A                    | E                        |                           | Beta-caroteneo, de Blakeslea trispora | Colorante                                                                                      |
| 160un(iv)  | A                    | E                        |                           | Beta-caroteno, de algas | Colorante                                                                                      |
| 160b       |                      | E                        |                           | annatto Extractos | Colorante                                                                                      |
| 160b(i)    |                      | E                        |                           | annatto Extractos, basado en bixina | Colorante                                                                                      |
| 160b(ii)   |                      | E                        |                           | annatto Extracto, basado en norbixina | Colorante                                                                                      |
| 160c       | A                    | E                        |                           | oleoresina de pimentón (Extracto de pimentón) | Colorante                                                                                      |
| 160d       | A                    | E                        |                           | licopeno Licopenos | Colorante                                                                                      |
| 160d(i)    | A                    | E                        |                           | licopeno, sintético | Colorante                                                                                      |
| 160d(ii)   | A                    | E                        |                           | licopeno, tomate | Colorante                                                                                      |
| 160d(iii)  | A                    | E                        |                           | licopeno, prodecente de Blakeslea trispora | Colorante                                                                                      |
| 160e       | A                    | E                        |                           | Beta-apo-8'-carotenal (C 30) | Colorante                                                                                      |
| 160f       | A                    | E                        |                           | Beta-apo-8'-éster de etilo del ácido caroténico | Colorante                                                                                      |
| 161un      | A                    |                          |                           | Flavoxantina | Colorante                                                                                      |
| 161b       | A                    | E                        |                           | Luteína |                                                                                                |
| 161b(i)    | A                    | E                        |                           | Luteína de Tagetes erecta | Colorante                                                                                      |
| 161b(ii)   | A                    | E                        |                           | Tagetes Extracto de tagetes erecta | Colorante                                                                                      |
| 161c       | A                    |                          |                           | Criptoxantina | Colorante                                                                                      |
| 161d       | A                    |                          |                           | rubixantina | Colorante                                                                                      |
| 161e       | A                    |                          |                           | violaxantina | Colorante                                                                                      |
| 161f       | A                    |                          |                           | rodoxantina | Colorante                                                                                      |
| 161g       |                      | E                        |                           | cantaxantina | Colorante                                                                                      |
| 161h       | ?                    | ?                        |                           | Zeaxantina | Colorante                                                                                      |
| 161h(i)    | ?                    | ?                        |                           | zeaxantina, sintética | Colorante                                                                                      |
| 161h(ii)   | ?                    | ?                        |                           | zeaxantina-Extracto rico de Tagetes erecta | Colorante                                                                                      |
| 161i       | ?                    | ?                        |                           | citranaxantina. Eliminado | Colorante                                                                                      |
| 161j       | ?                    | ?                        |                           | astaxantina. Eliminado | Colorante                                                                                      |
| 162        | A                    | E                        |                           | Rojo de #remolacha | Colorante                                                                                      |
| 163        | A                    | E                        |                           | Antocianina | Colorante                                                                                      |
| 163(ii)    | A                    | E                        |                           | Extracto de piel de la uva | Colorante                                                                                      |
| 163(iii)   | A                    | E                        |                           | Extracto de grosella negra | Colorante                                                                                      |
| 163(iv)    | A                    | E                        |                           | Color de maíz morado | Colorante                                                                                      |
| 163(v)     | A                    | E                        |                           | Color de col roja | Colorante                                                                                      |
| 164        | A                    |                          |                           | Gardenia Amarillo |                                                                                                |
| 165        |                      |                          |                           | Gardenia Azul | Colorante                                                                                      |
| 166        |                      |                          |                           | sandalwood | Colorante                                                                                      |
| 170        |                      | E                        |                           | Carbonatos de calcio |                                                                                                |
| 170(i)     |                      | E                        |                           | Carbonato de calcio | Regulador de acidez, anticaking agente, estabilizate, superficie colourant                     |
| 170(ii)    |                      | E                        |                           | Carbonato de hidrógeno del calcio | Regulador de acidez, anticaking agente, estabilizante, superficie colourant                    |
| 171        | A                    | E                        |                           | Dióxido de titanio | Color (blanco)                                                                                 |
| 172        | A                    | E                        |                           | Óxidos de hierro |                                                                                                |
| 172(i)     | A                    | E                        |                           | Óxido de hierro, negro | Colorante                                                                                      |
| 172(ii)    | A                    | E                        |                           | Óxido de hierro, rojo | Colorante                                                                                      |
| 172(iii)   | A                    | E                        |                           | Óxido de hierro, amarillo | Colorante                                                                                      |
| 173        |                      | E                        |                           | Aluminio | Colorante (plata)                                                                              |
| 174        |                      | E                        |                           | Plata | Colorante (plata)                                                                              |
| 175        |                      | E                        |                           | Oro | Colorante (oro)                                                                                |
| 180        |                      | E                        |                           | Litol-rubina BK | Colorante                                                                                      |
| 181        |                      | E                        |                           | Taninos | Colorante, emulsificante, estabilizante, espesante                                             |
| 182        |                      |                          |                           | orceína | Colorante                                                                                      |
| 200        |                      | E                        |                           | Ácido sórbico | Conservante                                                                                    |
| 201        |                      |                          |                           | Sorbato de sodio | Conservante                                                                                    |
| 202        |                      | E                        |                           | Sorbato de potasio | Conservante                                                                                    |
| 203        |                      | E                        |                           | Sorbato de calcio | Conservante                                                                                    |
| 209        |                      |                          |                           | heptyl p-hydroxybenzoate | Conservante                                                                                    |
| 210        |                      | E                        |                           | Ácido benzoico | Conservante                                                                                    |
| 211        | A                    | E                        |                           | Benzoato de sodio | Conservante                                                                                    |
| 212        | A                    | E                        |                           | Benzoato de potasio | Conservante                                                                                    |
| 213        | A                    | E                        |                           | Benzoato de calcio | Conservante                                                                                    |
| 214        |                      | E                        |                           | Para-hidroxibenzoato de etilo | Conservante                                                                                    |
| 215        |                      | E                        |                           | Etil para-hidroxibenzoato de sodio | Conservante                                                                                    |
| 216        | A                    |                          |                           | Propil parahidroxibenzoato | Conservante                                                                                    |
| 217        |                      |                          |                           | Propil para-hidroxibenzoato de sodio | Conservante                                                                                    |
| 218        | A                    | E                        |                           | metil para-hidroxibenzoato | Conservante                                                                                    |
| 219        |                      | E                        |                           | Metil para-hydroxybenzoato de sodio | Conservante                                                                                    |
| 220        | A                    | E                        |                           | Dióxido de azufre | Conservante, antioxidante                                                                      |
| 221        | A                    | E                        |                           | Sulfito de sodio | Conservante, antioxidante                                                                      |
| 222        | A                    | E                        |                           | Bisulfito sódico | Conservante, antioxidante                                                                      |
| 223        | A                    | E                        |                           | Disulfito de sodio | Conservante, antioxidante, blanqueando agente                                                  |
| 224        | A                    | E                        |                           | Metabisulfito de potasio | Conservante, antioxidante                                                                      |
| 225        | A                    |                          |                           | Sulfito de potasio | Conservante, antioxidante                                                                      |
| 226        |                      | E                        |                           | Sulfito de calcio | Conservante, antioxidante                                                                      |
| 227        |                      | E                        |                           | Sulfito ácido de calcio | Conservante, antioxidante                                                                      |
| 228        | A                    | E                        |                           | Sulfito ácido de potasio | Conservante, antioxidante                                                                      |
| 230        |                      | E                        |                           | Bifenilo | Conservante                                                                                    |
| 231        |                      | E                        |                           | orthophenyl Fenol (2-hydroxybiphenyl) | Conservante                                                                                    |
| 232        |                      | E                        |                           | Ortofenilfenato de sodio | Conservante                                                                                    |
| 233        |                      |                          |                           | Tiabendazol | Conservante                                                                                    |
| 234        | A                    | E                        |                           | Nisina | Conservante                                                                                    |
| 235        | A                    | E                        |                           | Natamicina | Conservante                                                                                    |
| 236        |                      |                          |                           | Ácido fórmico | Conservante                                                                                    |
| 237        |                      |                          |                           | Formiato de sodio | Conservante                                                                                    |
| 238        |                      |                          |                           | Formiato de calcio | Conservante                                                                                    |
| 239        |                      | E                        |                           | hexametilenetetramina | Conservante                                                                                    |
| 240        |                      |                          |                           | Formaldehído | Conservante                                                                                    |
| 241        |                      |                          |                           | Goma guaicum | Conservante                                                                                    |
| 242        | A                    | E                        |                           | dicarbonato de dimetilo | Conservante                                                                                    |
| 249        | A                    | E                        |                           | Nitrito de potasio | Conservante, color fixative                                                                    |
| 250        | A                    | E                        |                           | Nitrito de sodio | Conservante, color fixative                                                                    |
| 251        | A                    | E                        |                           | Nitrato de sodio | Conservante, color fixative                                                                    |
| 252        | A                    |                          |                           | Nitrato de potasio | Conservante, color fixative                                                                    |
| 260        | A                    | E                        |                           | Ácido acético glacial | Conservante, regulador de acidez                                                               |
| 261        | A                    | E                        |                           | Acetatos de potasio | Conservante, regulador de acidez                                                               |
| 262        | A                    | E                        |                           | Acetato de sodio | Conservante, regulador de acidez                                                               |
| 263        | A                    | E                        |                           | Acetato de calcio | Conservante, regulador de acidez                                                               |
| 264        | A                    |                          |                           | Acetato de amonio | Conservante, regulador de acidez                                                               |
| 265        |                      |                          |                           | Ácido dehidroacético | Conservante                                                                                    |
| 266        |                      |                          |                           | Sodio dehydroacetate | Conservante                                                                                    |
| 270        | A                    | E                        |                           | Ácido láctico | Regulador de acidez, conservante, antioxidante                                                 |
| 280        | A                    | E                        |                           | Ácido propiónico | Conservante                                                                                    |
| 281        | A                    | E                        |                           | Propionato de sodio | Conservante                                                                                    |
| 282        | A                    | E                        |                           | Propionato de calcio | Conservante                                                                                    |
| 283        | A                    | E                        |                           | Propionato de potasio | Conservante                                                                                    |
| 284        |                      | E                        |                           | Ácido bórico | Conservante                                                                                    |
| 285        |                      | E                        |                           | Tetraborato de sodio, bórax | Conservante                                                                                    |
| 290        | A                    | E                        |                           | Dióxido de carbono | Regulador de acidez, propulsor                                                                 |
| 296        | A                    | E                        |                           | Ácido málico | Regulador de acidez                                                                            |
| 297        | A                    | E                        |                           | Ácido fumárico | Regulador de acidez                                                                            |
| 300        | A                    | E                        |                           | Ácido ascórbico | Antioxidante (agua-soluble)                                                                    |
| 301        | A                    | E                        |                           | Ascorbato de sodio | Antioxidante (agua-soluble)                                                                    |
| 302        | A                    | E                        |                           | Ascorbato de calcio | Antioxidante (agua-soluble)                                                                    |
| 303        | A                    |                          |                           | Ascorbato de potasio | Antioxidante (agua-soluble)                                                                    |
| 304        | A                    | E                        |                           | Palmitato ascorbilo, Estearato ascorbilo | Antioxidante (gordo soluble)                                                                   |
| 307        | A                    | E                        |                           | tocoferoles |                                                                                                |
| 307un      | A                    | E                        |                           | l-Alfa-tocopherol | Antioxidante                                                                                   |
| 307b       | A                    | E                        |                           | Mixto tocopherol concentrar | Antioxidante                                                                                   |
| 307c       | A                    | E                        |                           | dl-Alfa-tocoferol | Antioxidante                                                                                   |
| 308        | A                    | E                        |                           | gamma-tocoferol (Sintético) | Antioxidante                                                                                   |
| 309        | A                    | E                        |                           | Delta-tocoferol (sintético) | Antioxidante                                                                                   |
| 310        | A                    | E                        | U                         | galato de propilo | Antioxidante                                                                                   |
| 311        | A                    | E                        |                           | octyl gallate | Antioxidante                                                                                   |
| 312        | A                    | E                        |                           | dodecyl gallate | Antioxidante                                                                                   |
| 315        | A                    | E                        |                           | Ácido eritórbico | Antioxidante                                                                                   |
| 316        | A                    | E                        |                           | Sodio Eritorbato de sodio | Antioxidante                                                                                   |
| 317        | ?                    | ?                        |                           | Ácido eritórbico {cita requerida} | Antioxidante                                                                                   |
| 318        | ?                    | ?                        |                           | Eritorbato de sodio {cita requerida} | Antioxidante                                                                                   |
| 319        | A                    |                          |                           | TerButilHidroquinona | Antioxidante                                                                                   |
| 320        | A                    | E                        | U                         | butilhidroxianisol (BHA) | Antioxidante (gordo soluble)                                                                   |
| 321        | A                    | E                        | U                         | butilhidroxitolueno (BHT) | Antioxidante (gordo soluble)                                                                   |
| 322        | A                    | E                        |                           | lecitinas | Antioxidante, emulsifier                                                                       |
| 325        | A                    | E                        |                           | Lactato de sodio | Ácido alimentario                                                                              |
| 326        | A                    | E                        |                           | Lactato de potasio | Ácido alimentario                                                                              |
| 327        | A                    | E                        |                           | Lactato de calcio | Ácido alimentario                                                                              |
| 328        | A                    |                          |                           | Lactato de amonio | Ácido alimentario                                                                              |
| 329        | A                    |                          |                           | Lactato de magnesio | Ácido alimentario                                                                              |
| 330        | A                    | E                        |                           | Ácido cítrico | Ácido alimentario                                                                              |
| 331        | A                    | E                        |                           | Citratos de sodio | Ácido alimentario                                                                              |
| 332        | A                    | E                        |                           | Citratos de potasio | Ácido alimentario                                                                              |
| 333        | A                    | E                        |                           | Citratos de calcio | Ácido alimentario, firming agente                                                              |
| 334        | A                    | E                        |                           | L(+)-ácido tartárico | Ácido alimentario                                                                              |
| 335        | A                    | E                        |                           | Tartratos de sodio | Ácido alimentario                                                                              |
| 336        | A                    | E                        |                           | Tartratos de potasio | Ácido alimentario                                                                              |
| 337        | A                    | E                        |                           | Tartrato de Sodio y potasio | Ácido alimentario                                                                              |
| 338        | A                    | E                        |                           | Ácido fosfórico | Ácido alimentario                                                                              |
| 339        | A                    | E                        |                           | Fosfatos de sodio | Sal mineral                                                                                    |
| 340        | A                    | E                        |                           | Fosfatos de potasio | Sal mineral                                                                                    |
| 341        | A                    | E                        |                           | Fosfatos de calcio | Sal mineral, anti-caking agente, firming agente                                                |
| 342        | A                    |                          |                           | Fosfatos de amonio | Sal mineral                                                                                    |
| 343        | A                    | E                        |                           | Fosfatos de magnesio | Sal mineral, anti-caking agente                                                                |
| 344        |                      |                          |                           | lecithin citrate | Conservante                                                                                    |
| 345        |                      |                          |                           | Magnesio citrate | Regulador de acidez                                                                            |
| 349        | A                    |                          |                           | Malato de amonio | Ácido alimentario                                                                              |
| 350        | A                    | E                        |                           | Malatos de sodio | Ácido alimentario                                                                              |
| 351        | A                    | E                        |                           | Malatos de potasio | Ácido alimentario                                                                              |
| 352        | A                    | E                        |                           | Malatos de calcio | Ácido alimentario                                                                              |
| 353        | A                    | E                        |                           | metatartaric Ácido | Ácido alimentario, emulsifier                                                                  |
| 354        | A                    | E                        |                           | Tartrato de calcio | Ácido alimentario, emulsifier                                                                  |
| 355        | A                    | E                        |                           | Ácido adípico | Ácido alimentario                                                                              |
| 356        |                      | E                        |                           | Adipato de sodio | Ácido alimentario                                                                              |
| 357        | A                    | E                        |                           | Adipato de potasio | Ácido alimentario                                                                              |
| 359        |                      |                          |                           | Adipatos de amonio | Regulador de acidez                                                                            |
| 363        |                      | E                        |                           | Ácido succínico | Ácido alimentario                                                                              |
| 364        |                      |                          |                           | Succinatos de sodio | Regulador de acidez, sabor enhancer                                                            |
| 365        | A                    |                          |                           | Fumarato de sodio | Ácido alimentario                                                                              |
| 366        | A                    |                          |                           | Fumarato de potasio | Ácido alimentario                                                                              |
| 367        | A                    |                          |                           | Fumarato de calcio | Ácido alimentario                                                                              |
| 368        | A                    |                          |                           | Fumarato de amonio | Ácido alimentario                                                                              |
| 370        |                      |                          |                           | 1,4-heptonolactona | Ácido alimentario                                                                              |
| 375        | A                    |                          |                           | niacina (ácido nicotínico ), nicotinamide (vitamina B3)                                                                                              | Agente de retención del color                                                                  |
| 380        | A                    | E                        |                           | triammonium citrate | Ácido alimentario                                                                              |
| 381        | A                    |                          |                           | Citrato de amonio férrico, amonio ferrocitrate | Ácido alimentario                                                                              |
| 384        |                      |                          |                           | isopropil citratos | Antioxidante, conservante                                                                      |
| 385        | A                    | E                        |                           | Calcio disodium EDTA | Conservante                                                                                    |
| 386        |                      |                          |                           | disodium etilenediaminoetetraacetato | Antioxidante, conservante                                                                      |
| 387        |                      |                          |                           | oxistearina | Antioxidante, sequestrant                                                                      |
| 388        |                      |                          |                           | thiodipropionic Ácido | Antioxidante                                                                                   |
| 389        |                      |                          |                           | dilauryl thiodipropionate | Antioxidante                                                                                   |
| 390        |                      |                          |                           | distearyl thiodipropionate | Antioxidante                                                                                   |
| 391        |                      |                          |                           | Ácido fítico | Conservante                                                                                    |
| 399        |                      |                          |                           | Calcio lactobionate | Estabilizador                                                                                  |
| 400        | A                    | E                        |                           | Ácido algínico | Espesante, el vegetal engoma, estabilizador, agente de gelificación, emulsifier                |
| 401        | A                    | E                        |                           | Alginato de sodio | Espesante, el vegetal engoma, estabilizador, agente de gelificación, emulsifier                |
| 402        | A                    | E                        |                           | Alginato de potasio | Espesante, el vegetal engoma, estabilizador, agente de gelificación, emulsifier                |
| 403        | A                    | E                        |                           | Alginato de amonio | Espesante, el vegetal engoma, estabilizador, agente de gelificación, emulsifier                |
| 404        | A                    | E                        |                           | Alginato de calcio | Espesante, el vegetal engoma, estabilizador, agente de gelificación, emulsifier                |
| 405        | A                    | E                        |                           | propylene Glicol Alginato de propilenglicol | Espesante, el vegetal engoma, estabilizador, emulsifier                                        |
| 406        | A                    | E                        |                           | agar | Espesante, el vegetal engoma, estabilizador, agente de gelificación                            |
| 407        | A                    | E                        | U                         | carragenano | Espesante, el vegetal engoma, estabilizador, agente de gelificación, emulsifier                |
| 407un      | A                    | E                        |                           | Procesado eucheuma alga | Espesante, el vegetal engoma, estabilizador, agente de gelificación, emulsifier                |
| 409        | A                    |                          |                           | arabinogalactan | Espesante, el vegetal engoma                                                                   |
| 410        | A                    | E                        |                           | goma garrofin | Espesante, el vegetal engoma, estabilizador, agente de gelificación, emulsifier                |
| 412        | A                    | E                        |                           | goma guar | Espesante, el vegetal engoma, estabilizador                                                    |
| 413        | A                    | E                        |                           | tragacanto | Espesante, estabilizante, emulsifier                                                           |
| 414        | A                    | E                        |                           | goma arábiga | Espesante, estabilizador, emulsifier                                                           |
| 415        | A                    | E                        |                           | xantano | Espesante, goma, estabilizador                                                                 |
| 416        | A                    | E                        |                           | goma karaya | Espesante, goma, estabilizador, emulsificante                                                  |
| 417        |                      | E                        |                           | tara Engoma | Espesante, el vegetal engoma, estabilizador                                                    |
| 418        | A                    | E                        |                           | goma gellan | Espesante, el vegetal engoma, estabilizador, emulsifier                                        |
| 420        | A                    | E                        |                           | sorbitol | humectant, emulsifier, endulzante                                                              |
| 421        | A                    | E                        |                           | manitol | humectant, anti-caking agente, endulzante                                                      |
| 422        | A                    | E                        |                           | glicerina | humectant, endulzante                                                                          |
| 425        |                      | E                        |                           | konjac, konjac engoma, konjac glucomanato | Espesante, el vegetal engoma                                                                   |
| 428        | A                    | E                        | U                         | gelatina (no clasificado como aditivo) | Cargador, emulsifier, agente de gelificación, stabiliser, espesante                            |
| 430        |                      | ?                        |                           | polyoxyethylene (8) stearate | emulsifier, estabilizador                                                                      |
| 431        |                      | E                        |                           | polyoxyethylene (40) stearate | emulsifier                                                                                     |
| 432        |                      | E                        |                           | polisorbato 20 | emulsifier                                                                                     |
| 433        | A                    | E                        |                           | polisorbato 80 | emulsifier                                                                                     |
| 434        |                      | E                        |                           | polisorbato 40 | emulsifier                                                                                     |
| 435        | A                    | E                        |                           | polisorbato 60 | emulsifier                                                                                     |
| 436        | A                    | E                        |                           | polisorbato 65 | emulsifier                                                                                     |
| 440        | A                    | E                        |                           | Pectina | El vegetal engoma, emulsifier                                                                  |
| 441        |                      |                          | U                         | Superglycerinated Hidrógeno aceite de colza, aceite de colza hidrogenado superglycerinated, Superglycerinated aceite de colza hidrogenado plenamente | Emulsifier                                                                                     |
| 442        | A                    | E                        |                           | Sales de amonio mixto de phosphorylated glyceridess                                                                                                  | emulsifier                                                                                     |
| 443        | ?                    |                          |                           | brominated Aceite de vegetal | emulsifier, stabiliser                                                                         |
| 444        | A                    | E                        |                           | sucrose Acetato isobutyrate | emulsifier, stabiliser                                                                         |
| 445        |                      | E                        |                           | glycerol Ésteres de madera rosins | emulsifier                                                                                     |
| 450        | A                    | E                        |                           | Difosfatos | Sal mineral, emulsifier                                                                        |
| 451        | A                    | E                        |                           | triphosphates | Sal mineral, emulsifier                                                                        |
| 452        | A                    | E                        |                           | polyphosphates | Sal mineral, emulsifier                                                                        |
| 459        |                      | E                        |                           | Beta-ciclodextrina | emulsifier                                                                                     |
| 460        | A                    | E                        |                           | Celulosa pulverizada, celulosa microcristalina | anti-caking Agente                                                                             |
| 461        | A                    | E                        |                           | metilcelulosa | Espesante, emulsifier, el vegetal engoma                                                       |
| 463        |                      | E                        |                           | hydroxypropyl Celulosa | Espesante, el vegetal engoma, emulsifier                                                       |
| 464        | A                    | E                        |                           | hydroxypropyl methylcellulose | Espesante, el vegetal engoma, emulsifier                                                       |
| 465        | A                    | E                        |                           | Celulosa de etilo del metilo, celulosa de metilo del etilo                                                                                           | Espesante, el vegetal engoma, emulsifier                                                       |
| 466        | A                    | E                        |                           | Sodio carboxymethylcellulose | emulsifier                                                                                     |
| 468        |                      |                          |                           | crosslinked Sodio carboxymethylcellulose | emulsifier                                                                                     |
| 469        |                      |                          |                           | enzymatically hydrolyzed carboxymethyl Celulosa | emulsifier                                                                                     |
| 470        | A                    |                          |                           | Magnesio stearate | emulsifier, stabiliser                                                                         |
| 470un      |                      | E                        |                           | Sodio, potasio y sales de calcio de fatty ácidos | emulsifier, stabiliser, anti-caking agente                                                     |
| 470b       |                      | E                        |                           | Sales de magnesio de fatty ácidos | emulsifier, stabiliser, anti-caking agente                                                     |
| 471        | A                    | E                        |                           | mono- y diglicéridos de ácidos grasos – glyceryl monostearate, glyceryl distearate                                                                   | emulsifier                                                                                     |
| 472un      | A                    | E                        |                           | Ésteres de ácido acético de mono- y diglycerides de fatty ácidos                                                                                     | emulsifier                                                                                     |
| 472b       | A                    | E                        |                           | lactic Ésteres de ácido de mono- y diglycerides de fatty ácidos                                                                                      | emulsifier                                                                                     |
| 472c       | A                    | E                        |                           | Ésteres de ácido cítrico de mono- y diglycerides de fatty ácidos                                                                                     | emulsifier                                                                                     |
| 472d       | A                    | E                        |                           | tartaric Ésteres de ácido de mono- y diglycerides de fatty ácidos                                                                                    | emulsifier                                                                                     |
| 472e       | A                    | E                        |                           | diacetyltartaric Ésteres de ácido de mono- y diglycerides de fatty ácidos                                                                            | emulsifier                                                                                     |
| 472f       |                      | E                        |                           | Mixto acético y tartaric ésteres de ácido de mono- y diglycerides de fatty ácidos                                                                    | emulsifier                                                                                     |
| 473        | A                    | E                        |                           | sucrose Ésteres de fatty ácidos | emulsifier                                                                                     |
| 474        |                      | E                        |                           | sucroglycerides | emulsifier                                                                                     |
| 475        | A                    | E                        |                           | polyglycerol Ésteres de fatty ácidos | emulsifier                                                                                     |
| 476        | A                    | E                        |                           | polyglycerol polyricinoleate | emulsifier                                                                                     |
| 477        | A                    | E                        |                           | propylene Ésteres de glicol de fatty ácidos | emulsifier                                                                                     |
| 478        | ?                    | ?                        |                           | lactylated fatty Ésteres de ácido de glycerol y propylene glicol                                                                                     | emulsifier                                                                                     |
| 479b       |                      | E                        |                           | thermally oxidised Aceite de alubia de la soja | emulsifier                                                                                     |
| 480        | A                    |                          |                           | dioctyl Sodio sulfosuccinate | emulsifier                                                                                     |
| 481        | A                    | E                        |                           | Sodio stearoyl lactylate | emulsifier                                                                                     |
| 482        | A                    | E                        |                           | Calcio stearoyl lactylate | emulsifier                                                                                     |
| 483        |                      | E                        |                           | stearyl tartarate | emulsifier                                                                                     |
| 491        | A                    | E                        |                           | Monoestearato de sorbitano | emulsifier                                                                                     |
| 492        | A                    | E                        |                           | Triestearato de sorbitano | emulsifier                                                                                     |
| 493        |                      |                          |                           | Monolaurato de sorbitano | emulsifier                                                                                     |
| 494        |                      | E                        |                           | Monooleato de sorbitano | emulsifier                                                                                     |
| 495        |                      | E                        |                           | Monopalmitato de sorbitano | emulsifier                                                                                     |
| 500        | A                    | E                        |                           | Carbonato de sodio, bicarbonato de sodio (E500ii) | Sal mineral                                                                                    |
| 501        | A                    | E                        |                           | Carbonato de potasio, bicarbonato de potasio | Sal mineral                                                                                    |
| 503        | A                    | E                        |                           | Carbonato de amonio, bicarbonato de amonio | Sal mineral                                                                                    |
| 504        | A                    | E                        |                           | Carbonato de magnesio | anti-caking Agente, sal mineral                                                                |
| 507        | A                    | E                        |                           | Ácido clorhídrico | Regulador de acidez                                                                            |
| 508        | A                    | E                        |                           | Cloruro de potasio | Sal mineral                                                                                    |
| 509        | A                    | E                        |                           | Cloruro de calcio | Sal mineral                                                                                    |
| 510        | A                    |                          |                           | Cloruro de amonio | Sal mineral                                                                                    |
| 511        | A                    | E                        |                           | Cloruro de magnesio | Sal mineral                                                                                    |
| 512        | A                    | E                        |                           | stannous Cloruro | Agente de retención del color, antioxidante                                                    |
| 513        |                      | E                        |                           | Ácido sulfúrico | Regulador de acidez                                                                            |
| 514        | A                    | E                        |                           | Sulfato de sodio | Sal mineral                                                                                    |
| 515        | A                    | E                        |                           | Sulfato de potasio | Sal mineral, sazón                                                                             |
| 516        | A                    | E                        |                           | Calcio sulfate | Agente de tratamiento de la harina, sal mineral, sequestrant, mejorando agente, firming agente |
| 517        |                      | E                        |                           | Sulfato de amonio | Sal mineral, mejorando agente                                                                  |
| 518        | A                    |                          |                           | Magnesio sulfato de magnesio | Sal mineral, regulador de acidez, firming agente                                               |
| 519        | A                    |                          |                           | Sulfato de cobre | Sal mineral                                                                                    |
| 520        |                      | E                        |                           | Sulfato de aluminio | Sal mineral                                                                                    |
| 521        |                      | E                        |                           | Sodio de aluminio sulfate | Sal mineral                                                                                    |
| 522        |                      | E                        |                           | Potasio de aluminio sulfato | Sal mineral                                                                                    |
| 523        |                      | E                        |                           | Amonio de aluminio sulfate | Sal mineral                                                                                    |
| 524        |                      | E                        |                           | Hidróxido de sodio | Sal mineral                                                                                    |
| 525        |                      | E                        |                           | Hidróxido de potasio | Sal mineral                                                                                    |
| 526        | A                    | E                        |                           | Hidróxido de calcio | Sal mineral                                                                                    |
| 527        |                      | E                        |                           | Hidróxido de amonio | Sal mineral                                                                                    |
| 528        |                      | E                        |                           | Hidróxido de magnesio | Sal mineral                                                                                    |
| 529        | A                    | E                        |                           | Óxido de calcio | Sal mineral                                                                                    |
| 530        |                      | E                        |                           | Óxido de magnesio | anti-caking Agente                                                                             |
| 535        | A                    | E                        |                           | Ferrocianuro de sodio | anti-caking Agente                                                                             |
| 536        | A                    | E                        |                           | Ferrocianuro de potasio | anti-caking Agente                                                                             |
| 538        |                      | E                        |                           | Ferrocianuro de calcio | anti-caking Agente                                                                             |
| 540        |                      |                          |                           | dicalcium Difosfato | anti-caking Agente                                                                             |
| 541        | A                    | E                        |                           | Fosfato de aluminio del sodio | Regulador de acidez, emulsifier                                                                |
| 542        | A                    |                          |                           | Fosfato de hueso | anti-caking Agente                                                                             |
| 544        |                      |                          |                           | Polifosfatos de calcio | anti-caking Agente                                                                             |
| 545        |                      |                          |                           | Polifosfatos de amonio | anti-caking Agente                                                                             |
| 551        | A                    | E                        |                           | Dióxido de silicio | anti-caking Agente                                                                             |
| 552        | A                    | E                        |                           | Silicato de calcio | anti-caking Agente                                                                             |
| 553un      |                      | E                        |                           | Silicato de magnesio | anti-caking Agente                                                                             |
| 553b       | A                    | E                        |                           | Talco | anti-caking Agente                                                                             |
| 554        | A                    | E                        |                           | Sodio aluminosilicate (silicato de aluminio del sodio)                                                                                               | anti-caking Agente                                                                             |
| 555        |                      | E                        |                           | Silicato de aluminio y potasio | anti-caking Agente                                                                             |
| 556        | A                    | E                        |                           | Silicato de aluminio y calcio | anti-caking Agente                                                                             |
| 558        | A                    | E                        |                           | Bentonita | anti-caking Agente                                                                             |
| 559        | A                    | E                        |                           | Caolinita, silicato de aluminio | anti-caking Agente                                                                             |
| 570        | A                    | E                        |                           | Ácido esteárico | anti-caking Agente                                                                             |
| 575        | A                    | E                        |                           | glucono delta-lactona | Regulador de acidez                                                                            |
| 576        |                      | E                        |                           | Gluconato de sodio | stabiliser                                                                                     |
| 577        | A                    | E                        |                           | Gluconato de potasio | stabiliser                                                                                     |
| 578        | A                    | E                        |                           | Gluconato cálcico | Regulador de acidez                                                                            |
| 579        | A                    | E                        |                           | Gluconato ferroso | Agente de retención del color                                                                  |
| 585        |                      | E                        |                           | Lactato ferroso |                                                                                                |
| 620        | A                    | E                        |                           | Ácido glutámico | Sabor enhancer                                                                                 |
| 621        | A                    | E                        |                           | Glutamato monosódico (MSG) | Exhaustor de gusto                                                                             |
| 622        | A                    | E                        |                           | Glutamato monopotásico | Exhaustor de gusto                                                                             |
| 623        | A                    | E                        |                           | Diglutamato de calcio | Exhaustor de gusto                                                                             |
| 624        | A                    | E                        |                           | Glutamato de amonio | Exhaustor de gusto                                                                             |
| 625        | A                    | E                        |                           | diglutamato de magnesio | Exhaustor de gusto                                                                             |
| 626        |                      |                          |                           | Ácido guanílico | Exhaustor de gusto                                                                             |
| 627        | A                    | E                        |                           | Guanilato disódico | Exhaustor de gusto                                                                             |
| 628        |                      | E                        |                           | Guanilato dipotásico | Exhaustor de gusto                                                                             |
| 629        |                      | E                        |                           | Guanilato de Calcio | Exhaustor de gusto                                                                             |
| 630        |                      | E                        |                           | Ácido inosínico | Exhaustor de gusto                                                                             |
| 631        | A                    | E                        |                           | Inosinato disódico | Exhaustor de gusto                                                                             |
| 632        |                      | E                        |                           | Inosinato dipotásico | Exhaustor de gusto                                                                             |
| 633        |                      | E                        |                           | Inosinato de Calcio | Exhaustor de gusto                                                                             |
| 634        |                      | E                        |                           | Calcio 5'-ribonucleotides | Exhaustor de gusto                                                                             |
| 635        | A                    | E                        |                           | disodium 5'-ribonucleotides | Exhaustor de gusto                                                                             |
| 636        | A                    |                          |                           | maltol | Exhaustor de gusto                                                                             |
| 637        | A                    |                          |                           | Etil maltol | Exhaustor de gusto                                                                             |
| 640        | A                    | E                        |                           | Glicina | Exhaustor de gusto                                                                             |
| 641        | A                    |                          |                           | Leucina | Exhaustor de gusto                                                                             |
| 650        |                      | E                        |                           | Acetato de zinc | Exhaustor de gusto                                                                             |
| 900        | A                    | E                        |                           | dimethylpolysiloxane | emulsifier, anti-caking agente                                                                 |
| 901        | A                    | E                        |                           | cera de abeja | Barnizando agente                                                                              |
| 902        |                      | E                        |                           | Cera candelilla | Barnizando agente                                                                              |
| 903        | A                    | E                        |                           | Cera carnauba | Barnizando agente                                                                              |
| 904        | A                    | E                        |                           | shellac | Barnizando agente                                                                              |
| 905        | A                    | E                        |                           | Parafinas | Barnizando agente                                                                              |
| 907        |                      |                          |                           | refined Cera microcristalina | Barnizando agente                                                                              |
| 912        |                      | E                        |                           | montanic Ésteres de ácido | humectant                                                                                      |
| 914        | A                    | E                        |                           | oxidised Cera de polietileno | humectant                                                                                      |
| 920        | A                    | E                        |                           | L-cisteína | Agente de tratamiento de la harina                                                             |
| 924        |                      |                          | U                         | Potasio bromate | Agente de tratamiento de la harina                                                             |
| 925        | A                    |                          |                           | Cloro | Agente de tratamiento de la harina                                                             |
| 926        | A                    |                          |                           | Dióxido de cloro | Agente de tratamiento de la harina                                                             |
| 927b       |                      | E                        |                           | carbamide | Agente de tratamiento de la harina                                                             |
| 928        | A                    |                          |                           | benzoyl Peróxido | Agente de tratamiento de la harina                                                             |
| 938        |                      | E                        |                           | Argón | Propulsor                                                                                      |
| 939        |                      | E                        |                           | Helio | Propulsor                                                                                      |
| 941        | A                    | E                        |                           | Nitrógeno | Propulsor                                                                                      |
| 942        | A                    | E                        |                           | Óxido de nitrógeno | Propulsor                                                                                      |
| 943un      |                      | E                        |                           | butano | Propulsor                                                                                      |
| 943b       |                      | E                        |                           | isobutano | Propulsor                                                                                      |
| 950        | A                    | E                        |                           | Acesulfamo Potasio | Endulzante artificial                                                                          |
| 951        | A                    | E                        |                           | Aspartamo | Endulzante artificial                                                                          |
| 952        | A                    | E                        |                           | Ácido ciclámico, ciclamatos | Endulzante artificial                                                                          |
| 953        | A                    | E                        |                           | isomalt | humectant                                                                                      |
| 954        | A                    | E                        |                           | sacarina | Endulzante artificial                                                                          |
| 955        | A                    |                          |                           | sucralosa | Endulzante artificial                                                                          |
| 956        | A                    |                          |                           | alitamo | Endulzante artificial                                                                          |
| 957        | A                    | E                        |                           | taumatina | Sabor enhancer, endulzante artificial                                                          |
| 959        |                      | E                        |                           | neohesperidin dihydrochalcone | Endulzante artificial                                                                          |
| 965        | A                    | E                        |                           | maltitol | humectant, stabiliser                                                                          |
| 966        | A                    | E                        |                           | lactitol | humectant                                                                                      |
| 967        | A                    | E                        |                           | xilitol | humectant, stabiliser                                                                          |
| 999        |                      | E                        |                           | Extracto de quillaia | humectant                                                                                      |
| 1001       | A                    |                          |                           | Sales de colina y ésteres | emulsifier                                                                                     |
| 1100       | A                    |                          |                           | Amilasas | Agente de tratamiento de la harina                                                             |
| 1102       | A                    |                          |                           | Glucosa oxidasa | Antioxidante                                                                                   |
| 1103       |                      | E                        |                           | Invertasa | ?                                                                                              |
| 1104       | A                    |                          |                           | Lipasas | Exhaustor de gusto                                                                             |
| 1105       | A                    | E                        |                           | Lisozima | Conservante                                                                                    |
| 1200       | A                    | E                        |                           | Polidextrosa | humectant                                                                                      |
| 1201       | A                    | E                        |                           | poli vinil pirrolidona | ?                                                                                              |
| 1202       | A                    | E                        |                           | polivinilpolipirrolidona | Color stabiliser                                                                               |
| 1400       | A                    |                          |                           | Dextrina | Espesante, el vegetal engoma                                                                   |
| 1401       | A                    |                          |                           | Ácido almidón tratado | Espesante, el vegetal engoma                                                                   |
| 1402       | A                    |                          |                           | Almidón tratado alcalino | Espesante, el vegetal engoma                                                                   |
| 1403       | A                    |                          |                           | Almidón blanqueado | Espesante, el vegetal engoma                                                                   |
| 1404       | A                    | E                        |                           | oxidised Almidón | Espesante, el vegetal engoma                                                                   |
| 1405       | A                    |                          |                           | Enzima almidón tratado | Espesante, el vegetal engoma                                                                   |
| 1410       | A                    | E                        |                           | monostarch Fosfato | Espesante, el vegetal engoma                                                                   |
| 1412       | A                    | E                        |                           | distarch Fosfato | Espesante, el vegetal engoma                                                                   |
| 1413       | A                    | E                        |                           | phosphated distarch Fosfato | Espesante, el vegetal engoma                                                                   |
| 1414       | A                    | E                        |                           | acetylated distarch Fosfato | Espesante, el vegetal engoma                                                                   |
| 1420       | A                    | E                        |                           | Almidón acetilado | Espesante, el vegetal engoma                                                                   |
| 1422       | A                    | E                        |                           | acetylated distarch adipate | Espesante, el vegetal engoma                                                                   |
| 1440       | A                    | E                        |                           | hydroxypropyl Almidón | Espesante, el vegetal engoma                                                                   |
| 1442       | A                    | E                        |                           | hydroxypropyl distarch Fosfato | Espesante, el vegetal engoma                                                                   |
| 1450       | A                    | E                        |                           | Sodio de almidón octenylsuccinate | Espesante, el vegetal engoma                                                                   |
| 1451       |                      | E                        |                           | Almidón acetilado oxidizado | Espesante, el vegetal engoma                                                                   |
| 1505       | A                    | E                        |                           | trietil citrato | Espesante, el vegetal engoma                                                                   |
| 1510       |                      |                          |                           | Etanol (no clasificado como un aditivo) | Alcohol                                                                                        |
| 1518       | A                    | E                        |                           | triacetin | humectant                                                                                      |
| 1520       | A                    | E                        |                           | Propilenglicol | humectant                                                                                      |
| 1521       | A                    |                          |                           | Polietilenglicol [cita requerida] | antifoaming Agente                                                                             |